# Свети Георги (Чалъкови)
„Свети великомъченик Георги Победоносец“ е православен храм в село Чалъкови, част от Пловдивската епархия на Българската православна църква.

## История
На 25 септември 1928 г. митрополит Максим Пловдивски полага основния камък на нова сграда на църквата и освещава сградата на новото училище на новото място на селото. Старите сгради са разрушени от Чирпанското земетресение през пролетта на същата година. През 1931 г. църквата е завършена.
През 2017 г. с дарения е ремонтиран храмът, а реставрация на стенописите са дело на художника Георги Григоров от Белозем. През 2018 г. във връзка с 90-ата годишнина на установяване на селото на сегашното си място, в двора на църквата е осветен и раздаден курбан от четири огромни казана с празничната служба водена от свещеноиконом Петър Шаламанов.